# 朱少屏

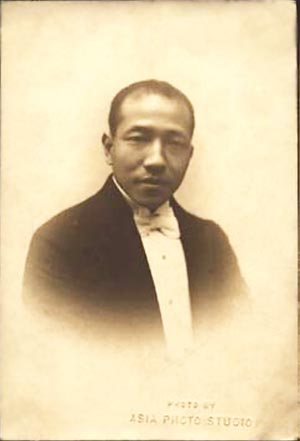
《麻风季刊》创刊号，1927年，第4页上刊登的朱少屏照片

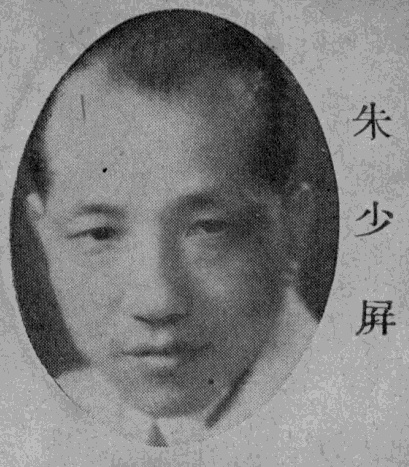
朱少屏

朱少屏（英語：P. K. Chu，1881年—1942年4月17日），名葆康，字少屏，以字行。别署屏子、平子、天一、地一等，友人称他为朱三，男，上海人，中华民国政治人物、外交官，后在日本攻占菲律宾时被日军杀害。

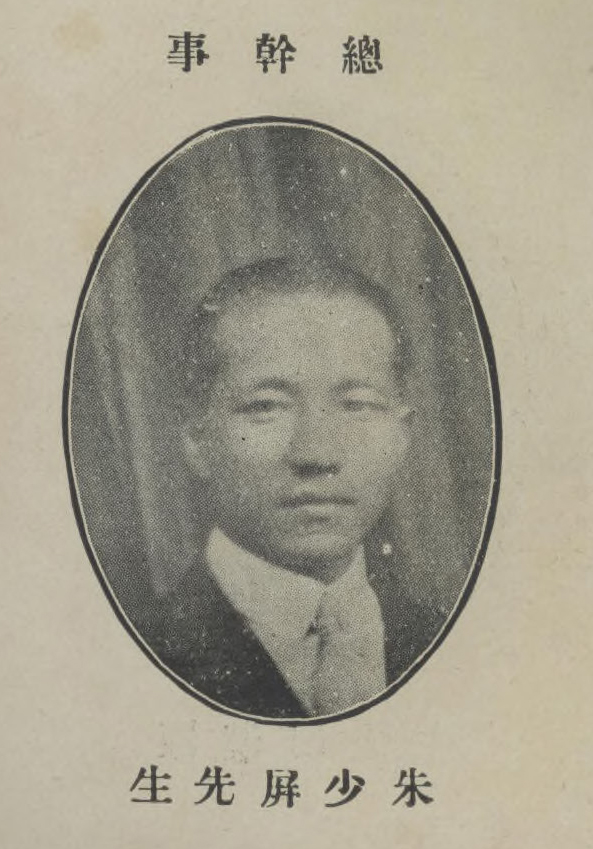
寰球中國學生會年鑒附圖

## 生平
幼年，朱少屏入读南洋公学，毕业后留校执教。不久，他到日本留学，其间参加中国同盟会。日本政府发布取缔清国留学生规则后，朱少屏和秋瑾等罢课归国。清光绪卅二年（1906年），他主持上海寰球中国学生会，任总干事，并发行《寰球中国学生报》。他还和高天梅等创办健行公学。后来他帮助于右任创办《民呼日报》、《民吁日报》、《民立报》。他还是南社的创始人之一。他和美国人密勒氏及伍廷芳、聂云台、李登辉等人在上海出版英文报纸《大陆报》，他任该报董事。
1911年武昌起义时，朱少屏在上海筹组《铁笔报》和《警报》。宣统三年（1911年11月），他参与辛亥上海光复，任沪军都督府总务科长。1911年底，他在上海作为沪军都督府代表参加各省都督府代表聯合會会议。1912年南京临时政府成立后，他应孙中山的邀请担任总统府秘书。民国元年（1912年）他和叶楚伧等在上海创办《太平洋报》。他还组织了中华民国全国报馆俱进会，并任会长。
1913年寰球中国学生会会长李登辉任复旦公学校长后，因校务繁忙，于1916年请朱少屏担任了寰球中国学生会的干事长。1917年复旦公学扩充为复旦大学后，寰球中国学生会由总干事朱少屏代理会长职务。他任该会干事长长达二十年，任内推动了留法勤工俭学。
民国九年（1920年）他到欧美游历，任《申报》驻欧记者达4年之久。1924年回国后，他历任中华全国道路建设协会董事、中华麻风救济会董事、《中国评论周报》总经理、上海通志馆副馆长等职。
民国卅一年（1942年），他任中华民国驻菲律宾副领事。太平洋战争中，日军占领南洋。1942年4月17日，他被日军杀害。后来他的遗体被运回中国，葬于南京菊花台。

### 引用
1. ↑  文史資料選輯·第96-98辑，北京：中国文史出版社，第131页